# Вамбали
Вамбали́ (рос. Вамбалы) — село у складі Зирянського району Томської області, Росія. Входить до складу Високівського сільського поселення.

## Населення
Населення — 224 особи (2010; 321 у 2002).
Національний склад (станом на 2002 рік):
- росіяни — 40 %
- естонці — 36 %